# موساد

موساد (بالعبرية: מוסד) اختصار لـ استخبارات ومهمات خاصة (بالعبرية: המוסד למודיעין ולתפקידים מיוחדים هموساد لموديعين ولتفقيديم ميوحاديم) هي وكالة استخبارات إسرائيلية، تأسست في 13 ديسمبر 1949. يُكلف جهاز الموساد للاستخبارات والمهام الخاصة من قبل دولة إسرائيل بجمع المعلومات بالدراسة الاستخباراتية، وبتنفيذ العمليات السرية خارج «حدود إسرائيل». يعمل الموساد بصفته مؤسّسة رسمية بتوجيهات من قادة «الدولة»، وفقا للمقتضيات الاستخباراتية والعملية المتغيرة، مع مراعاة الكتمان والسريّة في أداء عمله، وتندرج بين المجالات المتنوعة التي يعمل فيها الموساد إقامة علاقات سرية كعقد معاهدتي السلام مع مصر والأردن وفي قضايا الأسرى والمفقودين بالإضافة إلى مجال التقنيات والأبحاث.
تورطَ الموساد في عمليات كثيرة ضد الدول العربية والأجنبية منها عمليات اغتيال لعناصر تعتبرها إسرائيل معادية لها ولا يزال يقوم حتى الآن بعمليات التجسس حتى ضد الدول الصديقة والتي لإسرائيل علاقات دبلوماسية معها.

## التاريخ
كانت «'الموساد'» اختصار لعبارة موساد لعالياه بت أي منظمة الهجرة غير الشرعية وهي إحدى مؤسسات جهاز الاستخبارات الإسرائيلية والجهاز التقليدي للمكتب المركزي للاستخبارات والأمن. أُنشئت عام 1937 بهدف القيام بعمليات تهجير اليهود. وكانت إحدى أجهزة المخابرات التابعة للهاغاناه.
يوجد جهاز تنفيذي تابع للجهاز المركزي الرئيسي للمخابرات الإسرائيلية ويحمل نفس الاسم، أُسس عام 1953 وقوامه مجموعة من الإداريين ومندوبي الميدان في قسم الاستعلام التابع لمنظمة الهاغاناه، وتطوّر ليتولى مهمة الجهاز الرئيسي لدوائر الاستخبارات.
يعد الموساد أحد المؤسسات المدنية في إسرائيل ولا يحظى منتسبوا الموساد برتب عسكرية إلا أن جميع الموظفين في جهاز الموساد قد خدموا في الجيش الإسرائيلي أغلبهم من الضباط.
اغتيال العديد من قادة حركة التحرير الوطني الفلسطيني فتح في الخارج.

## الإدارة

### الأقسام
- قسم المعلومات: ويتولى جمع المعلومات واستقراءها وتحليلها ووضع الاستنتاجات بشأنها.
- قسم العمليات: ويتولى وضع خطط العمليات الخاصة بأعمال التخريب والخطف والقتل ضمن إطار مخطط عام للدولة.
- قسم الحرب النفسية: ويشرف على خطط العمليات الخاصة بالحرب النفسية وتنفيذها مستعينا بذلك بجهود القسمين السابقين عن طريق نشر الفكرة الصهيونية.
- أُلحِقَت بجهاز الموساد مدرسة لتدريب المندوبين والعملاء مركزها الرئيسي حيفا ويتم فيها التدريب على قواعد العمل السري والأعمال التجسسية.

### رؤساء الجهاز
|    | الصورة | الاسم         | فترة الرئاسة    |
| -- | ------ | ------------- | --------------- |
| 1  |        | رؤوفين شيلواه | 1949 - 1952     |
| 2  |        | إيسار هرئيل   | 1953 - 1963     |
| 3  |        | مائير عاميت   | 1963 - 1968     |
| 4  |        | تسفي زامير    | 1968 - 1973     |
| 5  |        | إسحاق حوفي    | 1973 - 1982     |
| 6  |        | ناحوم أدموني  | 1982 - 1989     |
| 7  |        | شبتاي شافيت   | 1989 - 1996     |
| 8  |        | داني ياتوم    | 1996 - 1998     |
| 9  |        | افرايم هليفي  | 1998 - 2002     |
| 10 |        | مئير داغان    | 2002 - 2011     |
| 11 |        | تامير باردو   | 2011 -2016      |
| 12 |        | يوسي كوهين    | 2016 - 2021     |
| 13 |        | دافيد برنياع  | 2021 - حتى الآن |

## المهام

### مهام أساسية
يتولى الجهاز التنفيذي مهمة الجهاز الرئيسي لدوائر الاستخبارات وتنحصر مهماته الرئيسية في:
- إدارة شبكات التجسس في كافة الأقطار الخارجية وزرع عملاء وتجنيد المندوبين في كافة الأقطار.
- إدارة فرع المعلومات العلنية الذي يقوم برصد مختلف مصادر المعلومات التي ترد في النشرات والصحف والدراسات الأكاديمية والإستراتيجية في أنحاء العالم.
- وضع تقييم للموقف السياسي والاقتصادي للدول العربية، مرفقا بمقترحات وتوصيات حول الخطوات الواجب اتّباعها في ضوء المعلومات السرية المتوافرة.

### مهام أخرى
وسع الموساد رقعة نشاطاته على مدار السنوات لتشمل اليوم مجالات كثيرة، حيث يشمل الجزء الرئيسي لهذه المجالات ما يلي:
- جمع المعلومات بصورة سرية خارج حدود البلاد.
- إحباط تطوير الأسلحة غير التقليدية من قبل الدول المعادية، وإحباط تسلّحها بهذه الأسلحة.
- إحباط النشاطات التخريبية التي تستهدف المصالح الإسرائيلية واليهودية في الخارج.
- إقامة علاقات سرية خاصة، سياسية وغيرها، خارج البلاد، والحفاظ على هذه العلاقات.
- إنقاذ اليهود من البلدان التي لا يمكن الهجرة منها إلى إسرائيل من خلال المؤسسات الإسرائيلية المكلفة رسميا بالقيام بهذه المهمة.
- الحصول على معلومات استخباراتية إستراتيجية وسياسية، وعلى معلومات ضرورية تمهيدا لتنفيذ عمليات.
- التخطيط والتنفيذ لعمليات خاصة خارج حدود دولة إسرائيل.

## تملك شركات وهمية
يمتلك الموساد العديد من الشركات التجارية الوهمية حول العالم، حيث يوجد شركات جوفاء بعناوين وأرقام تسجيل تجارية، وكشوف ضريبية سليمة، ولكن في حقيقتها هي عبارة عن أماكن تستخدم كغطاء أمني لأنشطة الموساد.

## احتكاكات ومشاكل داخلية بين الموساد والشاباك
تحدثت تقارير صحافيّة إسرائيليّة عن أنّه تدور معركة خفية خلف كواليس المخابرات الإسرائيلية بين جهاز الشاباك والموساد ليتضح أنّ المعركة لم تعد مقصورة بين الشاباك والاستخبارات العسكرية، بل انضم لها الموساد في ظل الفشل الاستخباري المتوالي والمتتالي الذي يُواجه إسرائيل في غزة خاصة بعد العرض العسكري الأخير الذي نظمته حماس والفيلم الذي عرضته وظهر فيه محمد الضيف حيًّا يرزق، كما شدّدّ على ذلك موقع (NRG) الإسرائيليّ.
وأنّ الكثير من الاحتكاكات تقع أيضًا بين الشاباك والموساد بعد أنّ تم تحويل الكثير من الصلاحيات التي كانت ضمن صلاحيات الشاباك لجهاز الموساد خاصة في موضوع محاربة تهريب السلاح. وحسب الموقع وحتى نتمكن من فهم أصول وأساس الخلافات يجب أن نعلم بأن التشكيلات الأمنية والاستخبارية الإسرائيلية تجد صعوبة كبيرة في توزيع الصلاحيات المتعلقة بقطاع غزة فيما بينها وهنا يقوم الفشل الاستخباري مقابل غزة بتغذية هذه الصراعات والخلافات حيث يدعي كل جهاز بقدرته على العمل بطريقة أفضل.

## الموساد في الثقافة الشعبية
بسبب سمعة الموساد وسرية عملياته، قد كُتب الكثير عنه. تعتبر روايات دانيال سيلفا الكتب الأكثر دقة في وصف تاريخ الموساد وطريقة قيامه بعملياته، حيث أن الكاتب يستشير العديد من العملاء السريين الإسرائيليين خلال كتابة رواياته، التي تتناول أحيانا مهاما تاريخية حقيقية للموساد (كاغتيال أبي جهاد عام 1988 بتونس).
كما أن الصحفي حسن صبرا كشف عبر مجلة الشراع التي يملكها عن عملية لجهاز الموساد كانت تستهدف القيادي الفلسطيني سعيد السبع في مدينة طرابلس، لبنان عام 1973

## مصطلحات في الموساد
- كاستا: عميل موساد ميداني
- كيدون: عميل مختص بالاغتيالات
- مابواه: مخبر ليس يهودي
- ميمون: لقب مدير إدارة الموساد
- فالاش: عميل موساد يعمل في لبنان
- سيانيم: أي يهودي يعيش خارج إسرائيل ويخدم إسرائيل طواعية

## فشل الموساد من طرابلس إلى ليلهامر
برغم أن جهاز الموساد حقق الكثير من العمليات الناجحة في عام 1973 إلا أنه ارتكب الكثير من الأخطاء أثناء حربه الأمنية مع الفلسطينين، يقول رونين بيرغمان الخبير المقرب من المؤسسة الأمنية الإسرائيلية أن جهاز الموساد نفذ خلال أربعة عشر شهرا التي سبقت وتلت عملية فردان أكثر من خمسين عملية أمنية، استهدفت قادة العمل الوطني الفلسطيني من اغتيال ومحاولة اغتيال وتصفية، ولم يعلن إلا عن خمس وعشرون عملية، وهناك الكثير من الضحايا الذين قضوا في تلك العمليات ولم يعرف حتى الآن أنهم كانوا ضحايا لعمليات الاغتيال من قبل فريق كيدون، بالعودة إلى الإخفاقات التي وقع بها جهاز الموساد، فإن اكتشاف أبو باسل لعملية تصوير منزله دفعته لإبلاغ الأمن العام اللبناني وهذا يعتبر الإخفاق الأول، ثم تلاه محاولة أورلخ لوسبرخ خطف جول مسعد قنصل المانيا الغربية في مدينة طرابلس (لبنان) ومحاولة لوسبرخ إلصاق التهمة بسعيد السبع أنه وراء خطف القنصل أو قتله في محاولة من جهاز الموساد لافتعال مشاكل بين منظمة التحرير الفلسطينية والحكومة الألمانية خاصة إن هذه المحاولة جاءت بعد عملية ميونخ الشهيرة، ومن ثم إقدامه على تدبير عملية خطف نفسه بالتعاون مع ثلاثة لبنانيين وخطيبته جميلة معتوق، وإصدار بيان باسم منظمة وهمية كان قد انشائها في طرابلس تحمل اسم منظمة ميونخ 72 تتبنى عملية خطفه وتطالب الحكومة الألمانية بدفع مبلغ 15 مليون ليرة لبنانية، في محاولة أخرى من جانبه لاتهام سعيد السبع إنه وراء عملية خطفه بسبب موقف الحكومة الألمانية المتماهي مع الاسرائليين خلال تنفيذ عملية ميونخ، فتم اعتقاله من قبل النقيب عصام أبو زكى، واعترف أمامه إنه كان مشاركا في عملية فردان وإنه كان يراقب منزل سعيد السبع تمهيدا لاغتياله، جميع هذه الإخفاقات ودور بعض الجهات الأمنية اللبنانية والأطراف الفلسطينية التي كانت على تعاون وتنسيق مع شبكة أورلخ لوسبرخ والذي كان يتلقي التمويل عبر جهات فلسطينية في لبنان وتحويلات بنكية من سويسرا وألمانيا عبر بنك علي جمال في بيروت، الجهات الفلسطينية المتورطة معه سهلت دخوله إلى مخيم البداوي في شمال لبنان لتدريب عناصر الكفاح المسلح الفلسطيني، كل هذا المعطيات والاعترافات ظهرت بعد اعتقال عصام أبو زكى له في سير الضنية فتم تكليف إبراهيم البطراوي مسوؤل الكفاح المسلح في شمال لبنان الاتصال مع عصام أبو زكى ومحاولة التوسط لديه للإفراج عن أورلخ وإغلاق ملفه، بحجة إنه مناضل أممي مناصر للقضية الفلسطينية، لكن النقيب أبو زكي أبلغ المسؤول الفلسطيني أن ملف أورلخ أصبح في المحكمة العسكرية وإنه اعترف بمشاركته في عملية فردان، ومراقبته لمنزل سعيد السبع تمهيدا لاغتياله، كما إنه اعترف لدى المحكمة إنه نقيب في الجيش الإسرائيلي واسمه الحقيقي حاييم روفيل.
اعترافات أورلخ لوسبرخ أو حاييم رؤفئل كما ادعي وافتضاح دوره وشبكاته دفعت جهاز الموساد لتنفيذ عملية اغتيال أحمد بوشيقي بمدينة ليلهامر في بالنرويج يوم 21 يوليو 1973 أي بعد عشرة أيام من اعتقال حاييم روفيل في قرية حقل العزيمة بسير الضنية، وأعلنت إسرائيل من تل أبيب إنها قتلت علي حسن سلامة مسؤول القوة 17 لدوره في عملية ميونخ مع إن صلاح خلف أكد أن لا دور له في عملية ميونخ أبدا، إسرائيل التي أعلنت أنها أخطأت الهدف بقتل بوشيقي، كان هدفها التستر على دور أطراف عديدة انكشفت في طرابلس وفردان، فمن يدقق في صور الشخصيتين علي حسن سلامة وأحمد بوشيقي لا يجد أن هناك تشابه بين الاثنين، كما إنه من المعروف عن جهاز الموساد أنه يسكن بجانب الضحية قبل ستة أشهر على الأقل من تنفيذ جريمته، فيقوم برصد الضحية وأخذ العديد من الصور له ولعائلته وزواره، كما إنه يرسم مجسم لشقته، كما حدث في فردان حيث استأجر جهاز الموساد عدة شقق حول منزل القادة الثلاثة، وهذا ما حدث عند محاولة اغتيال سعيد السبع، فقد استأجر الموساد عدد من الشقق حول منزله وفوق شقته، ولا يمكن أن يقوم جهاز محترف بحجم وكفاءة الموساد بتصفية شخص لمجرد تشابه كما يدعي، الشيء الآخر الملفت، هل من المعقول أن يسافر رئيس جهاز أمني فلسطيني إلى قرية ليلهامر النرويجية ليعمل في فندق ويتنكر بشخصية نادل مغربي ويقوم بتقديم القهوة والشاي للزبائن ؟ كارثة الموساد في ليلهامر لم تكن بسيطة، اعتقال ستة ضباط من جهاز الموساد في النرويج إضافة لإخفاقات الموساد في لبنان التي تكللت باعتقال حاييم رؤفيل في طرابلس، دفعت جولدا مائير لإصدار أوامرها بوقف العمليات الخارجية فورا، كما أن شبتاي شافيت قدم استقالته إلى مدير الموساد تسفي زامير، لم يتوقف الأمر هنا بل أن مايك هراري مدير وحدة كيدوان قدم استقالته أيضا، يعتبر شهر تموز من عام 1973 شهر الكوارث لجهاز الموساد، الذي أصبح يدرس في مناهجه خطأ طرابلس الذي تسبب باعتقال سبعة ضباط من وحدة كيدون.